# Filip Vujović
Filip Vujović (Nikšić, 7 de abril de 1996) es un jugador de balonmano montenegrino que juega de extremo izquierdo en el BM Benidorm. Es internacional con la selección de balonmano de Montenegro.
Su primer gran campeonato con la selección fue el Campeonato Europeo de Balonmano Masculino de 2020.

## Clubes
| Club                | País                 | Año         |
| ------------------- | -------------------- | ----------- |
| Radnicki Kragujevac | Serbia               | 2013 - 2016 |
| BM Cangas           | España               | 2016 - 2020 |
| BM Nava             | España               | 2020 - 2022 |
| RK Izvidac          | Bosnia y Herzegovina | 2022        |
| BM Benidorm         | España               | 2023 - Act. |